# Karl-Adam Bonniers stiftelse
Karl-Adam Bonniers stiftelse, av stiftelsen skrivet Karl-Adam Bonniers Stiftelse, bildades 1986 med syftet att bidra till näringslivsutveckling i Sverige. Stiftelsen har sedan bildandet delat ut forskningsstipendier och publicerat skrifter inom frågeställningar som påverkar näringslivets utveckling; bolagsstyrning, innovation och entreprenörskap, samt internationalisering. Karl-Adam Bonnier är stiftelsens instiftare. Under åren 2012-2024 var Tor Gabriel Bonnier stiftelsens ordförande och sedan 2025 är han stiftelsens vd. Från och med 2025 är Kia Orback Pettersson stiftelsens ordförande. 

## Stipendier
År 2025 lanserades Karl-Adam Bonniers Stiftelses Stipendium med målsättning att främja näringslivets utveckling i Sverige. År 2025 tilldelades stipendiet tre svenska studenter för att möjliggöra deras masterstudier vid College of Europe i Brygge, Belgien för att bidra till att stärka Sveriges närvaro inom EU och bryta den svenska underrepresentationen i EU:s institutioner, en utmaning som bland annat DN uppmärksammat . 
Karl-Adam Bonniers stiftelse var initiativtagare till och finansiär av stipendieprogrammet The K-A Bonnier International Fellows Program. Programmet lanserades 2016 för att stärka långsiktiga affärsrelationer mellan Sverige och Sydostasien. Stipendiet, som var ett tvåårigt utbytesprogram mellan Stockholm School of Economics och National University of Singapore, erbjöd framstående studenter möjligheten att erhålla två masterexamen från två handelshögskolor på två olika kontinenter. Stipendiet gavs ut vartannat år till fyra studenter, två från respektive universitet. I urvalsprocessen premieras studenter med passion för entreprenörskap och tillväxtföretag. Programmet var aktivt till 2023 och delade totalt ut stipendier till 16 studenter.
1987–2001 delade Karl-Adam Bonniers stiftelse även ut ett stipendium till totalt 21 framstående studenter vid Stockholm School of Economics. Stipendiet innebar ett års studier vid Darden School of Business vid University of Virginia (UVA). Syftet var att ge stipendiaterna insikt i en ny casemetodik som tillämpades på UVA.

## Forskning
Karl-Adam Bonnier Center for Governance är ett tvärvetenskapligt forskningscenter på Stockholm School of Economics som syftar till att utveckla, implementera och sprida ny och befintlig kunskap som förbättrar styrningen i offentliga och privata organisationer. Centret är initierat och finansierat av Karl-Adam Bonniers stiftelse och lanserades i oktober 2022, som en del av Handelshögsskolans forskningshub House of Governance and Public Policy (GaPP).
Karl-Adam Bonniers stiftelse har initierat och tillsammans med Vinnova finansierat ett forskningsprojekt om intraprenörskap som går under namnet Intraprenörskapskompassen(IK). IK har utformat, genomfört och kommunicerat årligt återkommande undersökningar av det intraprenöriella klimatet i etablerade svenska företag kopplat till områden som digital och grön förnyelse. Resultatet av forskningen diskuterades bland annat i en artikel i SvD där en av forskarna diskuterar kvinnors roll i den digitala utvecklingen. Forskningsprojektet genomförs av Uppsala Universitet, Företagsekonomiska institutionen. Projektet pågick 2016-2019.
Karl-Adam Bonniers stiftelse har även finansierat Born Globals, ett forskningsprojekt som genomförts av Institutet för Näringslivsforskning (IFN). Forskningen identifierade svenska Born Globals-företag, analyserade deras utveckling och undersökte vilka egenskaper som gör dem framgångsrika på utländska marknader. Forskningen debatterades på DN debatt i mars 2018 där forskarna från IFN hävdar att en snabb internationalisering leder till färre jobb. Projektet avslutades 2018.
Stiftelsen har initierat och finansierat ett forskningsprojekt om optioner, beskattning och entreprenöriellt företagande. Forskningsprojektet genomfördes av Institutet för Näringslivsforskning. Det förklarade varför och genom vilka mekanismer optioner kan användas för att skapa incitament till att bygga framgångsrika innovationsbolag. Forskningsresultaten låg till grund för en debattartikel i Dagens Industri i februari 2016 om vikten av att sänka skatten på personaloptioner för att främja entreprenörskap. I Dagens Industri i april 2016 kritiseras resultatet av regeringens utredning av personaloptioner, också det med stöd från forskningsresultaten. Forskningsprojektet avslutades 2016.
Karl-Adam Bonniers stiftelse har initierat och finansierat ett forskningsprojekt om hur juridiska regelverk och skattesystemets utformning påverkar det tillväxtorienterade entreprenörskapet. Forskningsprojektet genomfördes av Institutet för Näringslivsforskning. Med utgångspunkt i forskningsresultaten debatteras i GP i november 2013 att entreprenörskaps- och innovationspolitiken måste utgå från ett helhetsperspektiv. I DN i september 2012 lyfts vikten av sänkta entreprenörs- och ägarskatter fram, något som också det stöds av resultatet från forskningsprojektet. Projektet avslutades 2015.
Stiftelsen har även bedrivit forskning om VD-löner i svenska storföretag. Forskningen adresserade hur ersättningspaket fastställs vid anställning av en ny verkställande direktör och baserades på intervjuer med styrelseordförande i ett stort antal svenska företag. Forskningen resulterade i skrifterna Executive  Compensation and Public Indignation och Conjectures and Evidence on the Mechanisms that drive CEO Pay, samt debattartiklar och föreläsningar. I DI i maj 2012 skriver Bonnier om skenande VD-löner där han fastställer att det inte finns varken intresse eller direktiv att hålla nere VD-ersättningar. Veckans Affärer hänvisar till forskningsresultaten i en artikel som handlar om att svaga styrelser ger VD för hög lön i juni 2012 och i DI i maj 2014 ligger forskningsresultatet till grund för en artikel som diskuterar vilken VD som är mest prisvärd. Forskningen bedrevs 2012–2013 av Karl-Adam Bonnier, stiftelsens instiftare.

## Publikationer
Karl-Adam Bonniers Stiftelse summerar forskning och insikter generade av stiftelsens initiativ i böcker och publikationer.
År 2025 lanserades boken Experternas guide till skattegalaxen – tolv röster om behovet av en skattereform. Boken är skriven av tolv olika författare och syftar till att väcka debatten om behovet av en ny skattereform i Sverige. Några av författarna är Lars Calmfors, Klas Eklund, Åsa Hansson, Ann Öberg och Leif Östling. Projektet är finansierat av Almega med stöd från Karl-Adam Bonniers Stiftelse och finansmannen Mats Qviberg. 
År 2018 gav stiftelsen ut "Bumblebee Nation: the hidden story of the new Swedish model", en studie om hur Sveriges ekonomi fungerar och hur den nya svenska modellen har utvecklats. Bumble Bee nation är skriven av den brittiska ekonomijournalisten David Crouch och belyser bland annat välfärdssystemet, fackförbundens roll, pappaledighet, kvinnors roll på arbetsmarknaden och de senaste årens immigration. Boken lanserades under valrörelsen 2018 och vid dess lansering diskuterades innehållet av f.d. statsminister Göran Persson, f.d. finansminister Anders Borg och författaren, något som Expressen skrev om i deras rapportering kring valet 2018 .
År 2016 gav Karl-Adam Bonniers Stiftelse ut ”Miljardvallen – Tio svenska företag om hur man skapar framgång genom export”. Boken ger en bild av svenskt näringsliv under förändring och beskriver hur tio svenska företag växt genom att gå på export. Boken omnämndes i en artikel i DI Weekend .